# Roseaux pensants

Roseaux pensants est le premier volume d'une collection de courts essais écrits par Robert de Montesquiou et paru en 1897. Le titre fait référence à  Blaise Pascal.

## Sommaire
1. Aroundo [poème]
2. Lacrymabiliter [introduction]
3. Le Sphynx (Ingres)
4. Le Buffon de l'Humanité (Grandville)
5. Les Sept Châteaux de l'ombre (dessins spirites (de Victorien Sardou)
6. Une diadumème (Queen Elizabeth)
7. Bécanes et Broderies (Aperçus féministes)
8. Le Mobilier libre
9. Orfèvre et Verrier (Émile Gallé et René Lalique)
10. Une victime (à propos de Louise Michel et d'un collier de perles)
11. Japonais d'Europe
12. Deo ignoto (Saint Expédit)
13. Pour et Contre (Exposition universelle de 1900)
14. Table d'harmonie
15. Artistes de profession
16. Le Quatuor des masques (Quatre amateurs)
17. L'Enlumineur (Georges d'Aramon)
18. Nosmet (Réquisitoire)